# Microlepia herbacea
Microlepia herbacea là một loài thực vật có mạch trong họ Dennstaedtiaceae. Loài này được Ching & C. Chr. ex C. Chr. & Tardieu miêu tả khoa học đầu tiên năm 1937.